# José De Echave
José Antonio De Echave Cáceres (Miraflores, 13 de junio de 1957), más conocido como José De Echave, es un economista y político peruano. Fue viceministro de Gestión Ambiental durante el gobierno de Ollanta Humala en el año 2011. Participó como candidato a la primera vicepresidencia de la república en la plancha presidencial de Verónika Mendoza para las elecciones generales del 2021.

## Biografía

### Primeros años
Nació en el distrito de Miraflores, ubicado en la ciudad de Lima, el 13 de junio de 1957.
Estudió economía en la Universidad Sorbona Nueva-París 3 de París, donde también obtuvo su doctorado en 1989.
En 1997 participó como cofundador de CooperAcción, una organización no gubernamental para el desarrollo sostenible con sede en Lima.
Fue consultor de la Comisión Económica para América Latina y el Caribe, Natural Resource Governance Institute, OXFAM y la Fundación Friedrich Ebert.

### Participación en la política
Fue fundador y miembro de la Comisión Política Nacional del Frente Amplio hasta 2016.
Durante el año 2011 fue nombrado como viceministro de Gestión Ambiental dentro del Ministerio del Ambiente durante el gobierno de Ollanta Humala, donde renunció debido a que no estaba de acuerdo con la estrategia del Gobierno para manejar conflictos sociales, como el proyecto Conga.
En el año 2020 se confirmó su participación para las elecciones generales del año 2021 como primer vicepresidente por Juntos por el Perú junto a Verónika Mendoza como candidata presidencial y Luzmila Ayay como segunda vicepresidenta. Además postulo al Parlamento Andino en esa misma elección.